# Carnival Sunrise
El Carnival Sunrise (anteriormente Carnival Triumph) es un crucero de la clase Destiny operado por Carnival Cruise Line. Junto a tres buques gemelos menores (Carnival Radiance, Costa Fortuna y Costa Magica) son cada una versión rediseñada del barco líder de la clase, a veces se la conoce como la primera de la clase de cruceros Triumph . El Carnival Sunrise actualmente tiene su puerto base en Miami, Florida.
Construido por Fincantieri en su astillero Monfalcone en Friuli-Venezia Giulia, norte de Italia, fue botado el 23 de octubre de 1999 y ese mismo año entró en servicio. En 2019, el Carnival Triumph atracó en Cádiz, España, para someterse a una remodelación de 200 millones de dólares. Fue rebautizado como Carnival Sunrise al finalizar el reacondicionamiento. El barco fue el 23 de mayo en Nueva York.